# Stazione meteorologica di Piano di Sorrento
La stazione meteorologica di Piano di Sorrento è la stazione meteorologica di riferimento relativa alla località omonima.

## Coordinate geografiche
La stazione meteo si trova nell'Italia meridionale, a Piano di Sorrento (NA), a 128 metri s.l.m..

## Dati climatologici
In base alla media trentennale di riferimento 1961-1990, la temperatura media del mese più freddo, gennaio, si attesta a +9,5 °C; quella del mese più caldo, agosto, è di +24,4 °C.
Le precipitazioni medie annue superano i 1.000 mm e sono distribuite mediamente in 75 giorni, con un minimo in estate ed un picco in autunno-inverno .
| Piano di Sorrento   | Mesi | Mesi | Mesi | Mesi | Mesi | Mesi | Mesi | Mesi | Mesi | Mesi | Mesi | Mesi | Stagioni | Stagioni | Stagioni | Stagioni | Anno  |
| Piano di Sorrento   | Gen  | Feb  | Mar  | Apr  | Mag  | Giu  | Lug  | Ago  | Set  | Ott  | Nov  | Dic  | Inv      | Pri      | Est      | Aut      | Anno  |
| ------------------- | ---- | ---- | ---- | ---- | ---- | ---- | ---- | ---- | ---- | ---- | ---- | ---- | -------- | -------- | -------- | -------- | ----- |
| T. max. media (°C)  | 12,7 | 12,8 | 15,0 | 18,4 | 22,4 | 26,7 | 28,9 | 29,2 | 26,1 | 21,8 | 17,5 | 13,4 | 13,0     | 18,6     | 28,3     | 21,8     | 20,4  |
| T. min. media (°C)  | 6,3  | 6,4  | 7,8  | 10,1 | 13,2 | 17,1 | 19,3 | 19,6 | 17,6 | 13,9 | 10,6 | 7,3  | 6,7      | 10,4     | 18,7     | 14,0     | 12,4  |
| Precipitazioni (mm) | 130  | 103  | 116  | 74   | 44   | 39   | 9    | 32   | 76   | 95   | 169  | 191  | 424      | 234      | 80       | 340      | 1 078 |
| Giorni di pioggia   | 9    | 9    | 7    | 6    | 4    | 3    | 1    | 3    | 5    | 7    | 9    | 12   | 30       | 17       | 7        | 21       | 75    |